# Aime tout ce qu'il te reste
Pour plus de détails, voir Fiche technique et Distribution.
Aime tout ce qu'il te reste (Love All You Have Left) est un film dramatique de 2017 écrit et réalisé par Matt Sivertson. Le film met en vedette Caroline Amiguet, Sara Wolfkind, Michael Christopher Shantz, Mike Burnell et Kathleen Sheehy. L'histoire dépeint Anne Frank survivant dans le grenier d'une famille en deuil.

## Distribution
- Caroline Amiguet dans le rôle de Juliette Forster
- Sara Wolfkind dans le rôle d'Anne Frank
- Michael Christopher Shantz dans le rôle de Jeff Forster
- Mike Burnell comme soldat nazi
- Kathleen Sheehy dans le rôle de Mélanie Forster [1]

## Production
Une grande partie du tournage principal a eu lieu au domicile du réalisateur à Pacific Beach, San Diego. L'histoire a été influencée par la visite de Sivertson et Amiguet à la Maison d'Anne Frank.
Il a été distribué par Indie Rights.

## Réception
Kimber Myers du Los Angeles Times déclare que "le problème n'est pas le manque d'argent ; ce sont les choix faits par les cinéastes". San Diego Reader a déclaré "il s'agit essentiellement d'un jeu à deux ".